# Han Duck-soo
Dans ce nom coréen, le nom de famille, Han, précède le nom personnel.
Han Duck-soo (en coréen : 한덕수, Han Deoksu), né le 18 juin 1949 à Jeonju (Corée du Sud), est un homme d'État sud-coréen, Premier ministre du 20 mai 2022 au 1er mai 2025, ayant déjà occupé ce poste du 9 mars 2007 au 29 février 2008, et d'autres postes gouvernementaux. Il est président de la république de Corée par intérim du 14 décembre 2024 au 27 décembre 2024 et du 24 mars 2025 au 1er mai 2025 durant la suspension puis la destitution du président Yoon Suk-yeol. Il est candidat à l'élection présidentielle anticipée de 2025, avant de retirer sa candidature en faveur de Kim Moon-soo.

## Biographie

### Jeunesse
Han Duck-soo obtient un diplôme de licence d'économie en 1971 à l'université nationale de Séoul, puis une maîtrise et un doctorat à l'université Harvard.

### Débuts en politique
Sous la présidence de Kim Young-sam, il dirige l'Office coréen de la propriété intellectuelle à partir de décembre 1996, jusqu'en mars 1997 et sa nomination comme vice-ministre du commerce et de l'industrie. En 1998, il devient le ministre du commerce du nouveau président Kim Dae-jung, fonction qu'il occupe jusqu'en 2000.
Après avoir quitté le service public quelques années, il revient en politique au sein de l'administration de Roh Moo-hyun. Il devient vice-Premier ministre et ministre des Finances et de l'Économie le 14 mars 2005, en remplacement de Lee Hun-jai, démissionnaire. Le poste de Premier ministre étant simultanément vacant après la démission de Lee Hae-chan, il assure l'intérim pendant quelques semaines jusqu'à la nomination de Han Myeong-sook. Durant son mandat, il joue un rôle important dans les négociations de l'accord de libre-échange entre les États-Unis et la Corée du Sud. Il annonce également des mesures visant à mettre fin à la spéculation immobilière en augmentant les taxes sur l'immobilier et les revenus de transfert. Il démissionne en juillet 2006 pour devenir conseiller spécial du président sur les questions de commerce international.

### Premier ministre (2007-2008)
Han Duck-soo a été nommé Premier ministre de la Corée du Sud par le président Roh Moo-hyun le 9 mars 2007.
En novembre 2007, quelques semaines après le second sommet inter-coréen, il accueille à Séoul son homologue nord-coréen Kim Yong-il pour des négociations sur le développement économique, marquant la première rencontre entre les premiers ministres des deux pays en quinze ans.
Il quitte ses fonctions en février 2008 après l'investiture du président conservateur Lee Myung-bak, et est remplacé par Han Seung-soo.

### Ambassadeur aux États-Unis et carrière privée
En février 2009, il est nommé ambassadeur de Corée du Sud aux États-Unis par Lee Myung-bak. Durant son mandat qui s'achève en 2012, il joue un rôle important dans la négociation de l'accord de libre-échange entre les États-Unis et la Corée du Sud.
De 2012 à 2015, il préside l'Association coréenne du commerce international, une organisation regroupant plus de 70 000 entreprises.
Il donne des cours à l'université Dankook et l'université Hongik, deux universités privées sud-coréennes.

### Premier ministre (2022-2025)
Le 3 avril 2022, Yoon Suk-yeol, élu en mars à la présidence, annonce son intention de le nommer au poste de Premier ministre. Sa nomination nécessite alors d'être confirmée par l'Assemblée nationale, où le Parti démocrate opposé au président-élu est majoritaire. Le 20 mai, après 47 jours d'hésitation et de débats internes, l'opposition approuve finalement la nomination de Han Duck-soo comme Premier ministre,.
Le 10 avril 2024, Duck-soo a présenté sa démission à la suite de la défaite de son parti aux élections législatives sud-coréennes de 2024. Cette démission n'est pas acceptée et il reste premier ministre.
Le 3 décembre 2024, le président de la république de Corée, Yoon Suk-yeol, décrète la loi martiale, une décision dont Han Duck-soo est tenu à l'écart. Après l'échec d'une première motion de destitution du président, il annonce vouloir gérer conjointement les affaires de l'État avec Han Dong-hoon, le leader du PPP, une proposition considérée comme anticonstitutionnelle par l'opposition.

### Président de la république par intérim (2024-2025)
Il devient président de la république de Corée par intérim à partir du 14 décembre 2024, date de la suspension du président Yoon Suk-yeol par l'Assemblée nationale. Le leader de l'opposition annonce alors ne pas souhaiter lancer de procédure de destitution de Han Duck-soo dans un premier temps pour éviter la confusion.
Le 24 décembre 2024, après qu'il a refusé de promulguer deux lois portant sur la nomination de procureurs spéciaux chargés d'enquêter sur Yoon Suk-yeol et son épouse Kim concernant la déclaration de loi martiale et des accusations de corruption, le Parti démocrate annonce son intention de lancer une procédure de destitution contre lui. La procédure est formellement lancée le 26 décembre, après qu'il a refusé de nommer des candidats de l'opposition aux trois sièges vacants de la Cour constitutionnelle. Han Duck-soo n'étant pas président de plein exercice mais un simple membre du cabinet, seule une majorité simple est nécessaire à sa suspension. Le 27 décembre 2024, l'Assemblée nationale vote sa suspension, et ses pouvoirs sont transférés au vice-Premier ministre Choi Sang-mok.
Le 24 mars 2025, la Cour constitutionnelle a voté l'annulation de la destitution de Han Duck-soo, le rétablissant dans ses fonctions de président par intérim et de Premier ministre.

### Démission et candidature avortée à l'élection présidentielle de 2025
Après avoir laissé entendre pendant un mois qu’il pourrait se présenter à l’élection présidentielle, Han démissionne le 1er mai 2025 lors d'un discours télévisé à l'échelle nationale au Complexe gouvernemental de Séoul à 16 heures (heure locale), déclarant vouloir « prendre une responsabilité plus lourde » en se présentant à l’élection du 3 juin, invoquant son souhait de « rassembler le pays et d’éviter des confrontations politiques extrêmes »,,.
La démission prend effet à minuit (heure locale). Bien que le ministre des Finances, Choi Sang-mok, soit le suivant dans l'ordre de succession,, il démissionne à 22 h 28 (heure locale) avant que le Parlement n'ait pu voter sur une motion de destitution à son encontre. Par conséquent, le ministre de l'Éducation, Lee Ju-ho, devient président par intérim.
Il a officiellement déclaré sa candidature à la présidence le 2 mai 2025, lors d’une conférence de presse au Palais de l’Assemblée nationale à Séoul,  promettant notamment une réforme de la Constitution pour limiter les pouvoirs de la présidence et apaiser la polarisation politique,,. Lors de cette déclaration, il s’est engagé à ne rester que trois ans au pouvoir afin de superviser une réforme constitutionnelle, de traiter les problèmes engendrés par les politiques tarifaires américaines et de promouvoir l’unité nationale. 
Le premier événement de campagne de Han a été une visite au cimetière national du 18 mai pour rendre hommage aux victimes du soulèvement de Gwangju le 2 mai. Cependant, il a été empêché d’entrer par des manifestants et a été frappé à la tête par une pancarte de protestation,.
À la demande de la direction du parti du Pouvoir au peuple, il s'engage dans des discussions avec le candidat, Kim Moon-soo, afin de présenter une candidature commune contre le démocrate Lee Jae-myung. Ces discussions n'aboutissent toutefois pas à un accord entre les deux hommes. Après l'échec des discussions, la direction de Pouvoir au peuple propose le 10 mai de retirer l'investiture à Kim Moon-soo pour l'attribuer à Han, mais la proposition est rejetée par les adhérents lors d'un vote tenu le jour-même. Han annonce alors le retrait de sa candidature. 
Le 28 mai, à la veille de l'ouverture du vote anticipé, il apporte son soutien à la candidature de Kim Moon-soo.